# Beroe (mitologia)

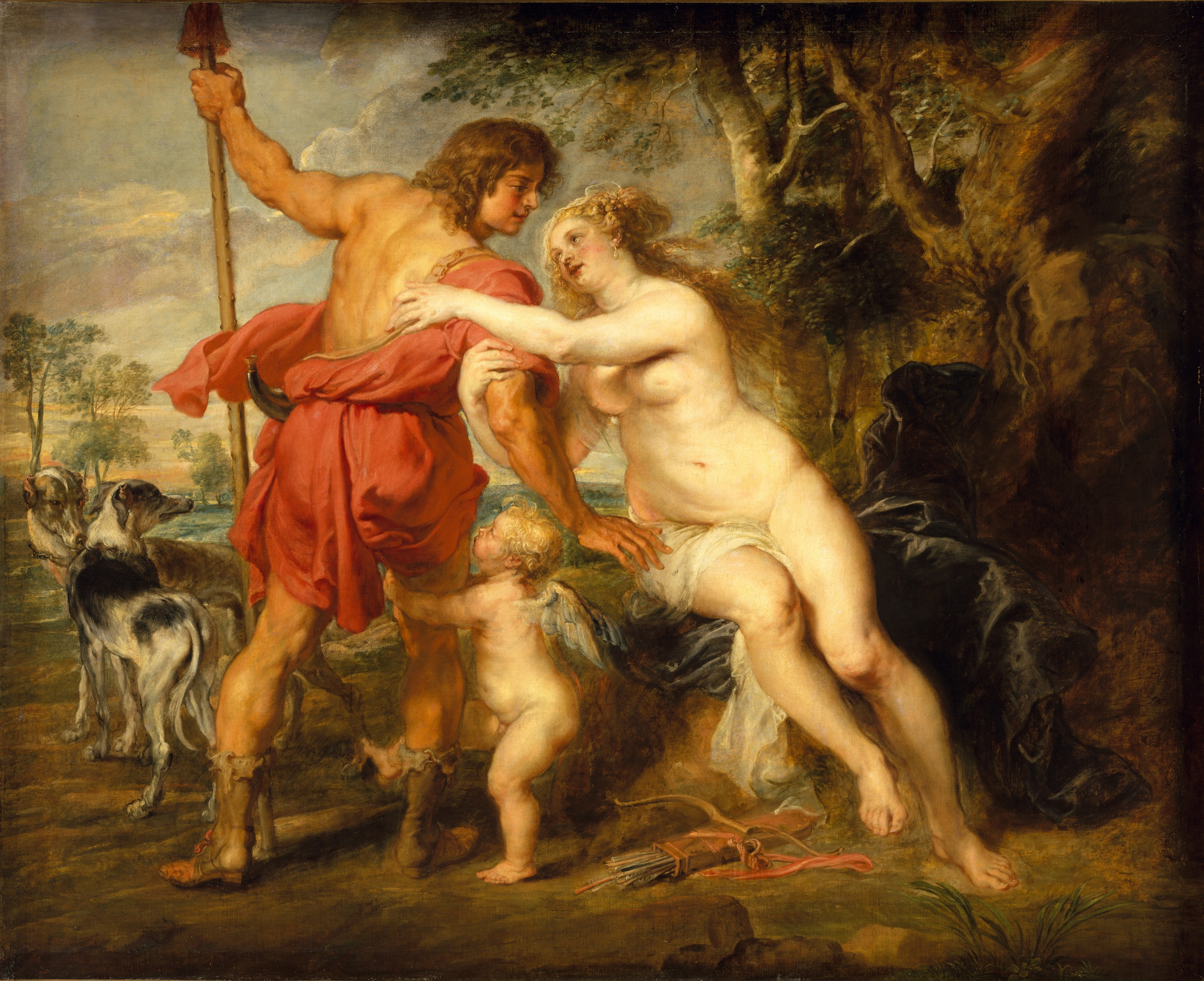
Peter Paul Rubens, Venus and Adonis

Beroe alternatywnie Beruit (gr.  Βεροη trb. Beroê) – w mitologii greckiej córka Adonisa i bogini miłości i piękna Afrodyty. Miała brata nazwanego Golgos. Jej mężem był bóg mórz, trzęsień ziemi, żeglarzy, rybaków Posejdon.
Przy narodzinach Beroe asystował jako położna Hermes, dziecko wykąpały cztery wiatry Anemoi, a dziewica Astraja bogini i alegoria sprawiedliwości nakarmiła ją mądrą piersią i powiedziała jej słowa prawa, karmiąc miodem. Kiedy dorosła, była wysoko ceniona jako wybitna piękność, nie była jednak próżna. Była śmiertelnikiem, ale często jej piękno porównywano do bogiń. Eros wypuścił dwie strzały miłości i o jej względy zabiegali Dionizos i Posejdon. W walce ostatecznie wygrał bóg mórz i poślubił Beroe. Na jej urodę zwrócił uwagę sam Zeus i ukazał jej się pod postacią byka, tą samą, w której uwiódł Europę, ale opuścił ją nie chcąc wywoływać kłótni z bratem, Posejdonem. Od jej imienia nazwano miasto Berytos (Beyrut) w Lebanon. Według Roberta Gravesa Beroe, byłą założycielkę Beroi w Tracji.
W mitologii greckiej występuje kilka postaci o imieniu Beroe.

## W kulturze
- Nonnos z Panopolis, Dionysiaca 41. 155 ff, The birth and childhood of Beroe
- Nonnos z Panopolis, Dionysiaca 42. 1 ff, The marriage of Beroe
- Wergiliusz, Georgiki, 4.333